# Salamandra
Salamandra là một chi động vật lưỡng cư trong họ Salamandridae, thuộc bộ Caudata. Chi này có 6 loài và 33% bị đe dọa hoặc tuyệt chủng.

## Loài
- Salamandra algira Bedriaga, 1883
- Salamandra atra Laurenti, 1768
- Salamandra corsica Savi, 1838
- Salamandra infraimmaculata Martens, 1885
- Salamandra lanzai Nascetti, Andreone, Capula et Bullini, 1988
- Salamandra salamandra Linnaeus, 1758

## Hình ảnh

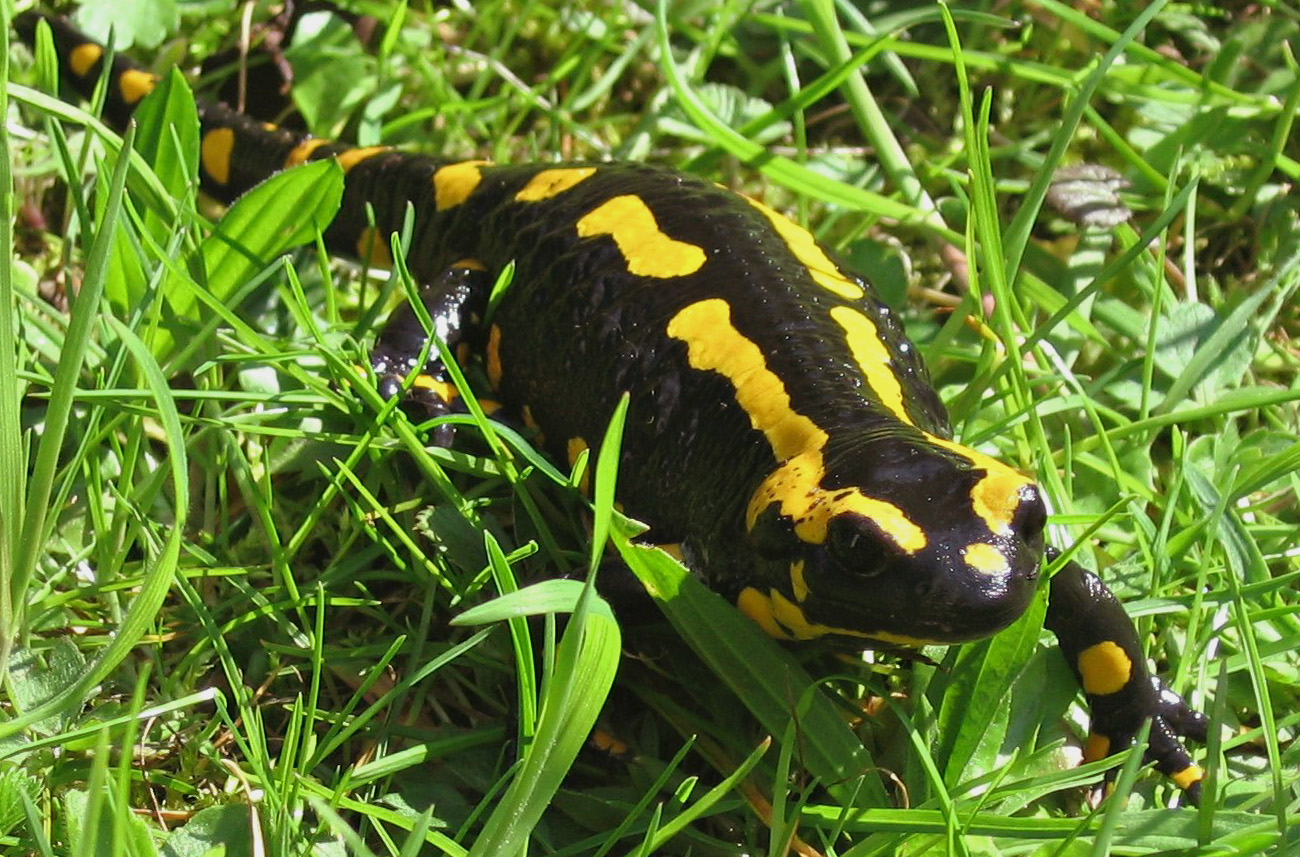
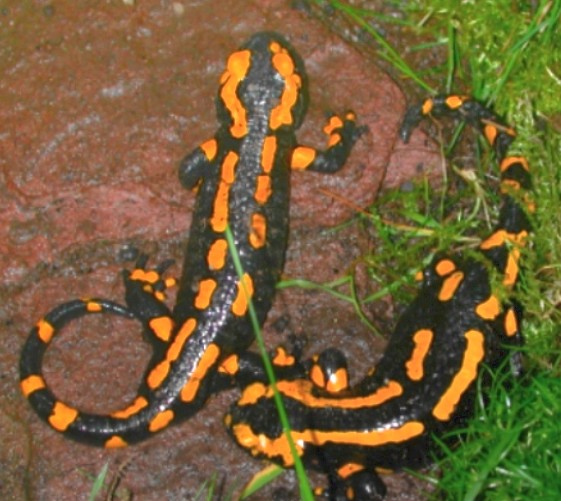
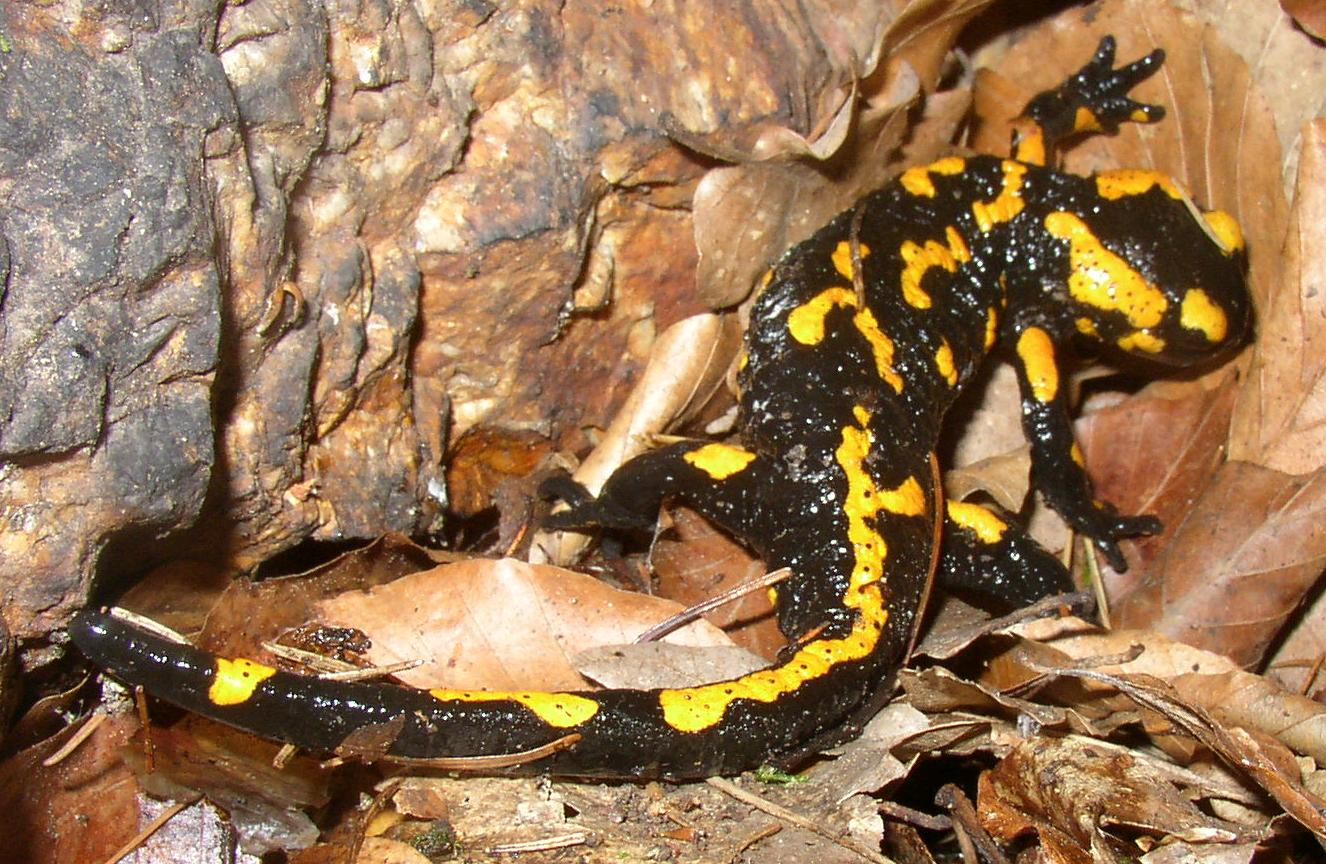
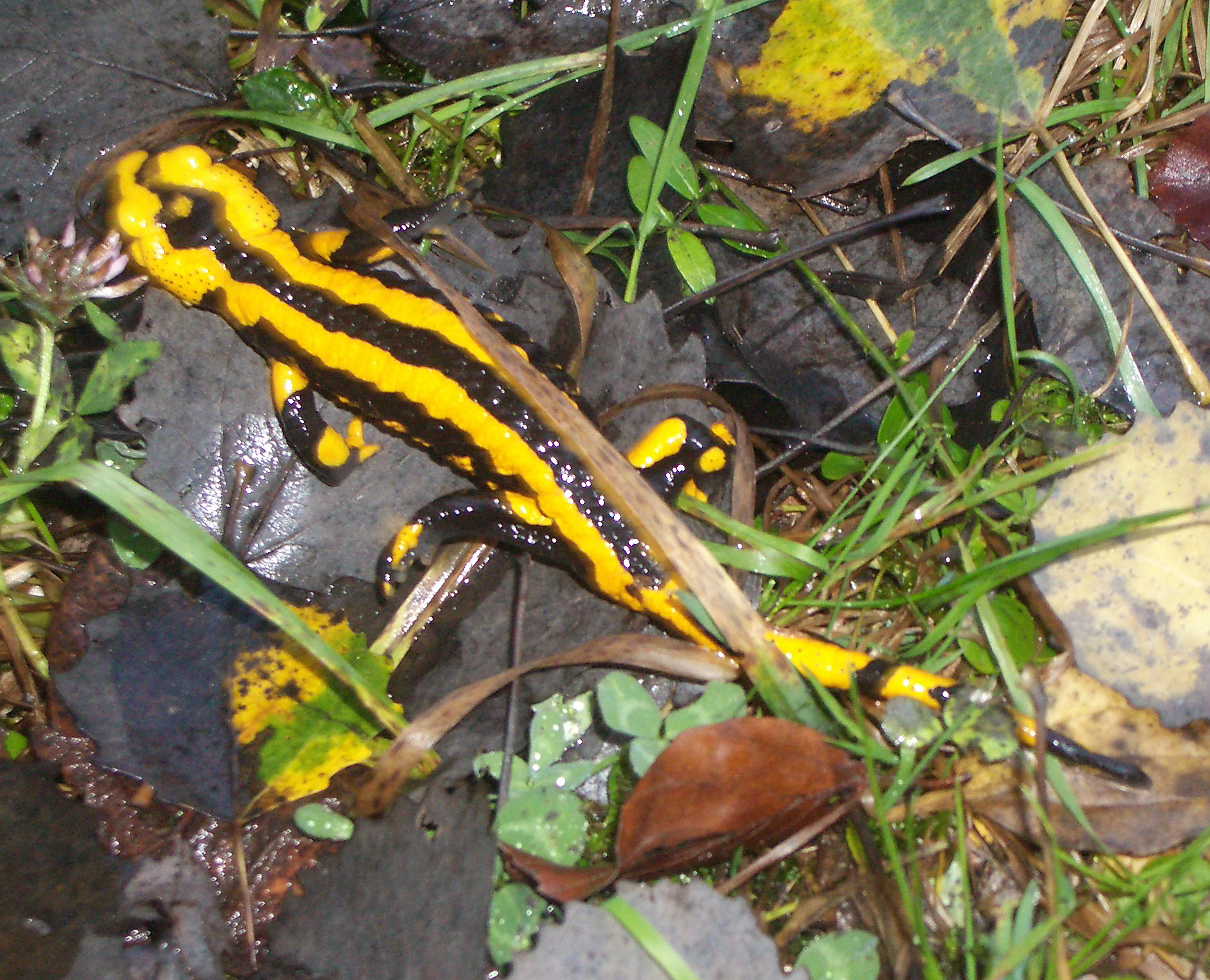